# REVALCY
REVALCY（リヴァルシィ）は Takeshi、Takumiによる兄弟ヴォーカルデュオ。略称はリヴァル。

## 概要
グループ名はreversi（リバーシ）からの造語で、“表裏一体”のイメージでハーモニーの分担を厳密に決めず、メロディーの主線と複線とを自由に行き来するスタイルを示した。
幼少期からブラックミュージックを聞いて育ち常に2人で歌っていた。彼らが培ってきたブラックミュージックというルーツをベースに置きつつ、ジャンルを問わず様々な音楽を発信している。
2人とも学生時代にはバスケットボールでインターハイや全国大会への出場経験を持つスポーツマンでもある。
2014年10月にTVアニメ『まじっく快斗1412』主題歌となった「WHITE of CRIME」（作詞：井上秋緒、作・編曲：浅倉大介）でSONYからメジャーデビューを果たす。
2015年5月に発売された2ndシングル「EXIT」が TVアニメ『デュラララ!!×2 転』の主題歌に抜擢された。
同CDの「Nothing’s too late」はABC-MartのTVCMに起用された。
2016年2月から、YouTubeにて自身達がアレンジしたカバー曲を毎週日曜日に配信している。
2018年3月をもって無期限活動休止。

## メンバー
Takeshi （タケシ、ボーカル、7月13日 - ）
兄、血液型 B型、身長 187 cm
趣味 ： バスケ、作曲、釣り、腕時計、キャンドル製作、都立駒場高校卒業
Takumi （タクミ、ボーカル、10月13日 - ）
弟、血液型 O型、身長 176 cm
趣味 ： バスケ、 作曲、漫画、ぶらり旅、料理

## ディスコグラフィ

### シングル
| 枚  | 発売日         | タイトル       | 規格品番    | 規格品番  | 規格品番    |
| 枚  | 発売日         | タイトル       | 初回限定盤  | 通常盤    | 期間限定盤  |
| --- | -------------- | -------------- | ----------- | --------- | ----------- |
| 1st | 2014年11月26日 | WHITE of CRIME | AICL2773/4  | AICL2775  | AICL2776    |
| 2nd | 2015年8月5日   | EXIT           | AICL-2934/5 | AICL-2936 | AICL-2937/8 |

配信限定シングル
| 発売日        | タイトル                              |
| ------------- | ------------------------------------- |
| 2016年2月10日 | Sweet & Bitter Chocolate feat.SPECOCO |

### タイアップ
| 楽曲               | タイアップ                                          |
| ------------------ | --------------------------------------------------- |
| WHITE of CRIME     | テレビアニメ『まじっく快斗1412』エンディングテーマ  |
| EXIT               | テレビアニメ『デュラララ!!×2 転』エンディングテーマ |
| 君なんだ           | ラジオドラマ『君色storia』テーマソング              |
| Nothing's too late | 『ABC-MART』 2015年半期決算 夏物大処分SALE          |

### その他
配信カバー曲
| 配信日         | カバー曲タイトル / アーティスト                                         |
| -------------- | ----------------------------------------------------------------------- |
| 2016年2月28日  | Good-bye days / YUI                                                     |
| 2016年3月6日   | 海の声/浦島太郎                                                         |
| 2016年3月13日  | はじめてのチュウ/あんしんパパ                                           |
| 2016年3月20日  | 春よ、来い / 松任谷由実                                                 |
| 2016年3月27日  | 時を刻む唄 / Lia                                                        |
| 2016年4月3日   | ファッションモンスター / きゃりーぱみゅぱみゅ                           |
| 2016年4月10日  | 春〜spring〜 / Hysteric Blue                                            |
| 2016年4月17日  | プラネタリウム / 大塚 愛                                                |
| 2016年4月24日  | オー・シャンゼリゼ/？ & にんげんっていいな/中島義実、ヤング・フレッシュ |
| 2016年5月1日   | 恋のフーガ&恋のバカンス / ザ・ピーナッツ                                |
| 2016年5月8日   | 友よ〜この先もずっと・・・/ ケツメイシ                                  |
| 2016年5月15日  | もう涙はいらない / 鈴木雅之                                             |
| 2016年5月22日  | Flavor Of Life / 宇多田ヒカル                                           |
| 2016年5月29日  | Cupid / 112                                                             |
| 2016年6月5日   | CHARA / Swallowtail Butterfly                                           |
| 2016年6月12日  | CAN YOU CELEBRATE? / 安室奈美恵                                         |
| 2016年6月19日  | ラピスラズリ / 藍井エイル                                               |
| 2016年6月26日  | LIFE / キマグレン                                                       |
| 2016年7月3日   | ポストに声を投げ入れて / YUKI                                           |
| 2016年7月10日  | Catch the wave/ Def Tech                                                |
| 2016年7月16日  | 虹になりたい /TUBE                                                      |
| 2016年7月24日  | SWEET MEMORIES /松田聖子                                                |
| 2016年7月31日  | A Change is Gonna Come / Sam Cooke                                      |
| 2016年8月7日   | 夏祭り / Whiteberry                                                     |
| 2016年8月14日  | Have Some Fun / B.T. Express                                            |
| 2016年8月21日  | Celebration / Kool & the Gang                                           |
| 2016年8月28日  | たとえどんなに... / 西野カナ                                            |
| 2016年9月4日   | secret base 〜君がくれたもの〜 / ZONE                                   |
| 2016年9月11日  | Hero / 安室奈美恵                                                       |
| 2016年9月18日  | 夏の終わりのハーモニー / 井上陽水&玉置浩二                              |
| 2016年9月25日  | LET IT BE / THE BEATLES                                                 |
| 2016年10月2日  | Don't Leave Me / Blackstreet                                            |
| 2016年10月9日  | Can't Take My Eyes Off You /Frankie Valli                               |
| 2016年10月16日 | End Of The Road / BOYZ II MEN                                           |
| 2016年10月23日 | I Gotta Be/ Jagged Edge                                                 |

## ライブ
| 公演年 | 形態                   | タイトル                                            | 会場                       |
| ------ | ---------------------- | --------------------------------------------------- | -------------------------- |
| 2015年 | 生配信ライブ           | REVALCY 1st Anniversary LIVE!!                      | 11月26日 ツイキャス        |
| 2015年 | ワンマンライブ         | REVALCY Christmas Live 2015                         | 12月23日 渋谷CHELSEA HOTEL |
| 2016年 | コラボレーションライブ | REVALCY × Specoco Collaboration Live “リヴァコッコ” | 2月17日 渋谷TAKE OFF7      |
| 2017年 | ワンマンライブ         | REVALCY Christmas Party 2016                        | 12月17日 神泉ORB           |

### ゲスト参加ライブ
2014年
- TOWER RECORDS 35th Anniversary Live! EBISU 6DAYS DAY.5〜アニ☆ソン！NO ANIME, NO LIFE.〜 （11月21日、LIQUIDROOM）
- アニうた KITAKYUSHU 2014 （12月7日、西日本総合展示場新館）

2015年
- 濱田“Peco”美和子 「はるぺこ♡うたぺこ♪」 （4月11日、BLUES ALLEY JAPAN (東京 目黒)）
- ニコニコ超会議 超音楽祭2015 1日目 （4月25日、幕張メッセ）
- 東京湾納涼船（8月5日）
- 音霊 OTODAMA SEA STUDIO 2015 　（8月8日、由比ガ浜海水浴場）
- リスアニ! CIRCUITvol.7 　（10月4日、新宿 BLAZE）
- ANIMAX MUSIX DJ Night TOKYO 　（10月23日、東京キネマ倶楽部）
- デュラララウンジ!! in パシフィコ横浜 　（11月1日、パシフィコ横浜 国立大ホール）

2016年
- Cluster ver.13 Front Act　（1月9日、高田馬場　CLUB PHASE）
- CLUB PHASE pre「Riding ground」　（4月4日、高田馬場　CLUB PHASE）
- LAYOUT ONE SCENCE vol.1　（4月28日、初台 The DOORS）
- SHIBUYA DESEO PRESENTS 『Wave Set Up!!!』　（6月8日、渋谷DESEO）
- 『WATER WARS 2016』（9月4日、豊洲特設ステージ・あみゅ博）
- Bananarama『Bananarama-SUPER DISCO MIX』（10月5日、豊洲PIT・10月7日、松下IMPホール）
- シン・ミンチョル『ALL DAY MUSIC』（10月23日、学芸大学 MAPLE HOUSE）

2017年
- 『DANCE ENTERTAINMENT PARTY　WORLD WIDE DANCE COLLECTION2017 -WINTER-』 (1月28日・29日、TOKYO DOME CITY HALL)

## 出演

### インターネット番組
- リスアニ！STUDIO Vol.02 (ニコニコ生放送、2014年11月8日)
- 電波諜報局（ニコニコ生放送、2015年8月6日）
- リスアニ！STUDIO Vol.05 (ニコニコ生放送、2015年8月14日)
- 電人☆ゲッチャ! （ニコニコ生放送、2015年8月20日）
- だんぜん!!LIVE （ニコニコ生放送、2016年5月17日）